# Nicolas Mahut
Nicolas Mahut, född 21 januari 1982 i Angers i Frankrike, är en fransk högerhänt tennisspelare bosatt i Boulogne-Billancourt i Frankrike. Han är en bra serve- och volleyspelare och en dubbelexpert och har vunnit många dubbelturneringar med partnern Julien Benneteau. Hans bästa placering i singel är 37, detta nådde han den 5 maj 2014. I dubbel har Mahut varit den högst rankade spelaren, en prestation han nådde den 6 juni 2016. Han har klarat en karriär-Grand Slam, alltså vunnit Australiska öppna, Franska öppna, Wimbledon och US Open.
Mahut var finalist i tävlingen Queen's Club Championships 2007, där han mötte Andy Roddick. Mahut hade en matchboll i andra setets tie-break, men förlorade sedan. Mahut besegrade både femteseedade Ivan Ljubičić och förstaseedade Rafael Nadal i raka set.
Mahut spelade den längsta tennismatchen i historien, när John Isner vann över Mahut under Wimbledonmästerskapen 2010. Matchen varade i 11 timmar och 5 minuter, varav det avgörande setet tog 8 timmar och 11 minuter.

## Karriär

### Juniorkarriär

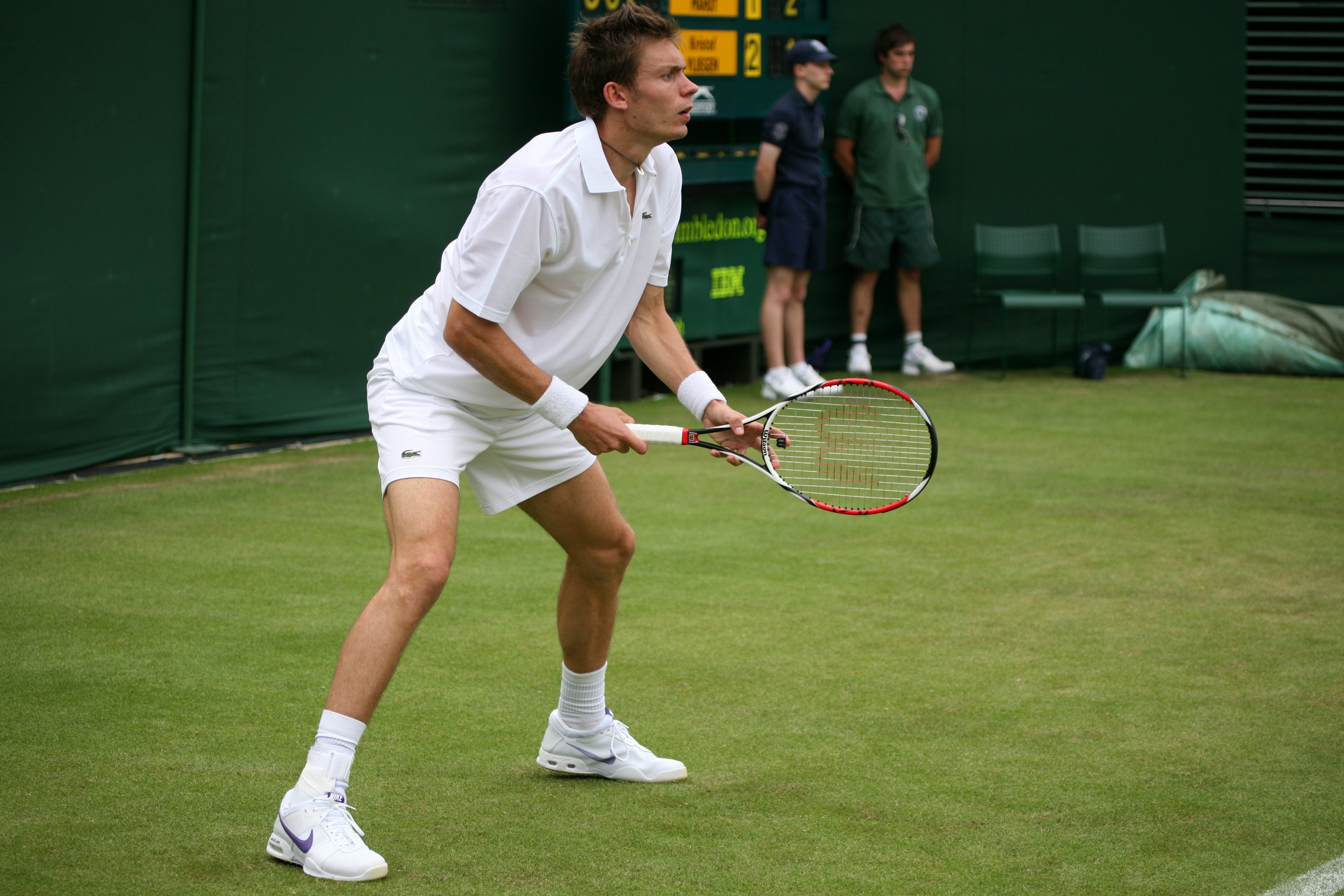
Mahut under Wimbledonmästerskapen 2009.

1998 var Mahut fransk mästare för 15- och 16-åringar och 17- och 18-åringar. 1999 vann han även turneringen Orange Bowl i dubbel. Mahut vann pojksingeln i Wimbledon 2000 och pojkdubbeln i Australian Open tillsammans med Tommy Robredo.

### 2003-2005
2003 nådde Mahut top 100 i ATP-tourens singelranking. Han vann också dubbeln i Open de Moselle i Metz, Frankrike tillsammans med Julien Benneteau. År 2004 gjorde Mahut bra resultat i dubbel, där han förlorade semifinalen i BNP Paribas Open med Benneteau, men vann Open de Moselle tillsammans med Arnaud Clement. Tillsammans med Benneteau nådde han även dubbelfinalen i US Open.
2005 vann Mahut dubbeln i Challenger de Grenoble och Open d'Orléans tillsammans med dubbelpartnern Julien Benneteau. Han var finalist Orléans Open och Ford challenger i Cherbourg-Octeville i singeltävlingen. Mahut förlorade även dubbelfinalen, med partnern Gilles Müller, i Pozoblanco, Spanien.

### 2007
2007 var Mahut finalist i Queen's Club Championships, men förlorade i tre set över den före detta världsettan Andy Roddick. Mahut hade matchboll för att ta sin första singeltitel på ATP-touren men förlorade till slut med 6-4, 6-7, 6-7. Under vägen till finalen besegrade han spanjoren Rafael Nadal och i semifinalen besegrade han landsmannen Arnaud Clément. Mahut vann över Clément i Wimbledon samma år i fyra set innan han förlorade andra omgången mot en annan landsman, Richard Gasquet. Han nådde även sin andra tourfinal i Newport, Rhode Island, men förlorade med 4–6, 4–6 mot Fabrice Santoro. Mahut and Julien Benneteau nådde semifinalen i US Open, där de bland annat slog ut de regerande mästarna Martin Damm och Leander Paes i första omgången. Semifinalen förlorade de med 3–6, 6–1, 5–7 mot turneringsvinnarna Simon Aspelin och Julian Knowle.

### 2008
Efter ett utmärkt 2007 fick Mahut uppleva ett mindre lyckat 2008, då han inte lyckades nå någon final i ATP-touren och förlorade första rundan i Wimbledon, Franska öppna och US Open. I Australian Open lyckades han nå andra omgången. Utanför ATP-touren lyckades Mahut vinna en titel på challengernivå. Det var en tävling i Orléans där han vann över belgaren Christophe Rochus i finalen med 5-7, 6-1, 7-6.

### 2009
Skador och några dåliga resultat i slutet av 2008 gjorde att Mahut under 2009 låg utanför top-100. Detta innebar ännu ett tungt år för Mahut som skulle behöva kvala för att delta i de större tävlingarna. Efter att förlorat i kvalet till Franska öppna återvände han till Queen's Club Championships, där han nådde åttondelsfinal. Efter att ha förlorat första omgången i Wimbledon nådde Mahut två semifinaler i rad på challengernivå. De förlorade han mot Olivier Rochus i Manchester och mot Feliciano López i Segovia. I slutet av året hade Mahut åkt ur top-200.

### 2010
Efter en vinst på challengernivå i Cherbourg, Frankrike klättrade Mahut upp till top-200 igen. Mahut fick senare ett wildcard till Franska öppna, där han vann första omgången mot tysken Mischa Zverev med 6-1, 6-2, 6-4. Detta innebar att han nådde andra omgången i Franska Öppna för första gången i karriären. I andra omgången förlorade han i fyra set mot semifinalisten Jürgen Melzer från Österrike. Under Queens's Club Championschip förlorade Mahut i andra omgången mot Marin Čilić. Detta innebar att han för första gången sedan 2004 misslyckades att nå åttondelsfinal i tävlingen.
Mahut lyckades senare kvala sig in i Wimbledon, där han senare föll mot amerikanen John Isner i fem set. Matchen blev historiens längsta match någonsin. Efter Wimbledon fick Mahut ett wildcard till en tävling i Newport, där han nådde andra omgången där han förlorade i två raka set mot Frank Dancevic.

### 2020
I februari 2020 vann Mahut och Pierre-Hugues Herbert sin första titel för året då de vann Rotterdam Open efter att ha besegrat Henri Kontinen och Jan-Lennard Struff i finalen. Under samma månad vann han även Open 13 tillsammans med Vasek Pospisil efter att ha besegrat Wesley Koolhof och Nikola Mektić i finalen.

## Längsta matchen i historien
I vad som skulle bli längsta matchen i tennishistorien under Wimbledon 2010 mötte den medellånga Mahut den 208 cm långa John Isner. Matchen spelades mellan 22 och 24 juni. Isner servade bra, och slog rekordet i antal serve-ess under en match, som skrevs till 113. Mahut tog det förra rekordet på 78 serve-ess och servade 103 serve-ess, vilket idag är det näst bästa rekordet efter Isners. Matchen tog 11 timmar och 5 minuter och resultatet skrevs till 6–4, 3–6, 6–7(7), 7–6(3), 70–68.

## Rekord
- Följande tennisrekord har Mahut tagit.

| Tävling   | År   | Rekord                                                | Delas med              |
| Wimbledon | 2010 | Flest vunna poäng under en match (502)                | innehar rekordet ensam |
| Wimbledon | 2010 | Flest game förlorade i en match (92)                  | innehar rekordet ensam |
| Wimbledon | 2010 | Längsta singelmatchen någonsin (11 timmar, 5 minuter) | John Isner             |
| Wimbledon | 2010 | Längsta spelet under dag (7 timmar, 6 minuter)        | John Isner             |
| Wimbledon | 2010 | Flest game under en dag (118)                         | John Isner             |

## Titlar och finaler

### Grand Slam

#### Dubbel: 7 (4 titlar, 3 andraplatser)
| Resultat | År   | Mästerskap        | Underlag   | Medspelare             | Motståndare                             | Resultat                                    |
| -------- | ---- | ----------------- | ---------- | ---------------------- | --------------------------------------- | ------------------------------------------- |
| Tvåa     | 2013 | Franska öppna     | Grus       | Michaël Llodra         | Bob Bryan Mike Bryan                    | 4–6, 6–4, 6–7(3–7)                          |
| Tvåa     | 2015 | Australiska öppna | Hard court | Pierre-Hugues Herbert  | Simone Bolelli Fabio Fognini            | 4–6, 4–6                                    |
| Vinnare  | 2015 | US Open           | Hard court | Pierre-Hugues Herbert  | Jamie Murray John Peers                 | 6–4, 6–4                                    |
| Vinnare  | 2016 | Wimbledon         | Gräs       | Pierre-Hugues Herbert  | Julien Benneteau Édouard Roger-Vasselin | 6–4, 7–6(7–1), 6–3                          |
| Vinnare  | 2018 | Franska öppna     | Grus       | Pierre-Hugues Herbert  | Oliver Marach Mate Pavić                | 6–3, 7–6(7–4)                               |
| Vinnare  | 2019 | Australiska öppna | Hard court | Pierre-Hugues Herbert  | Henri Kontinen John Peers               | 6–4, 7–6(7–1)                               |
| Tvåa     | 2019 | Wimbledon         | Gräs       | Édouard Roger-Vasselin | Robert Farah Juan Sebastián Cabal       | 7–6(7–5), 6–7(5–7), 6–7(6–8), 7–6(7–5), 3–6 |

### ATP World Tour Finals

#### Dubbel: 2 (1 titel, 1 andraplats)
| Resultat | År   | Mästerskap                    | Underlag       | Medspelare            | Motståndare                 | Resultat          |
| -------- | ---- | ----------------------------- | -------------- | --------------------- | --------------------------- | ----------------- |
| Tvåa     | 2018 | ATP World Tour Finals, London | Hard court (i) | Pierre-Hugues Herbert | Mike Bryan Jack Sock        | 7–5, 1–6, [11–13] |
| Vinnare  | 2019 | ATP World Tour Finals, London | Hard court (i) | Pierre-Hugues Herbert | Raven Klaasen Michael Venus | 6–3, 6–4          |

### Masters 1000

#### Dubbel: 10 (7 titlar, 3 andraplatser)
| Resultat | År   | Mästerskap           | Underlag       | Medspelare             | Motståndare                        | Resultat         |
| -------- | ---- | -------------------- | -------------- | ---------------------- | ---------------------------------- | ---------------- |
| Tvåa     | 2011 | Paris Masters        | Hard court (i) | Julien Benneteau       | Rohan Bopanna Aisam-ul-Haq Qureshi | 2–6, 4–6         |
| Vinnare  | 2016 | Indian Wells Masters | Hard court     | Pierre-Hugues Herbert  | Vasek Pospisil Jack Sock           | 6–3, 7–6(7–5)    |
| Vinnare  | 2016 | Miami Open           | Hard court     | Pierre-Hugues Herbert  | Raven Klaasen Rajeev Ram           | 5–7, 6–1, [10–7] |
| Vinnare  | 2016 | Monte Carlo Masters  | Grus           | Pierre-Hugues Herbert  | Jamie Murray Bruno Soares          | 4–6, 6–0, [10–6] |
| Tvåa     | 2016 | Paris Masters        | Hard court (i) | Pierre-Hugues Herbert  | Henri Kontinen John Peers          | 4–6, 6–3, [6–10] |
| Tvåa     | 2017 | Madrid Open          | Grus           | Édouard Roger-Vasselin | Łukasz Kubot Marcelo Melo          | 5–7, 3–6         |
| Vinnare  | 2017 | Italian Open         | Grus           | Pierre-Hugues Herbert  | Ivan Dodig Marcel Granollers       | 4–6, 6–4, [10–3] |
| Vinnare  | 2017 | Canadian Open        | Hard court     | Pierre-Hugues Herbert  | Rohan Bopanna Ivan Dodig           | 6–4, 3–6, [10–6] |
| Vinnare  | 2017 | Cincinnati Masters   | Hard court     | Pierre-Hugues Herbert  | Jamie Murray Bruno Soares          | 7–6(8–6), 6–4    |
| Vinnare  | 2019 | Paris Masters        | Hard court (i) | Pierre-Hugues Herbert  | Karen Khachanov Andrey Rublev      | 6–4, 6–1         |

### ATP-finaler i kronologisk ordning

#### Singel: 6 (4 titlar, 2 andraplatser)
| Teckenförklaring                  |
| --------------------------------- |
| Grand Slam turneringar (0–0)      |
| ATP World Tour Finals (0–0)       |
| ATP World Tour Masters 1000 (0–0) |
| ATP World Tour 500 Series (0–0)   |
| ATP World Tour 250 Series (4–2)   |

| Finaler efter underlag |
| ---------------------- |
| Hard court (0–0)       |
| Grus (0–0)             |
| Gräs (4–2)             |

| Resultat | V–F | Datum     | Turnering                                  | Kategori      | Underlag | Motståndare     | Resultat                |
| -------- | --- | --------- | ------------------------------------------ | ------------- | -------- | --------------- | ----------------------- |
| Tvåa     | 0–1 | Juni 2007 | Queen's Club Championships, Storbritannien | International | Gräs     | Andy Roddick    | 6–4, 6–7(7–9), 6–7(2–7) |
| Tvåa     | 0–2 | Juli 2007 | Hall of Fame Open, USA                     | International | Gräs     | Fabrice Santoro | 4–6, 4–6                |
| Vinnare  | 1–2 | Juni 2013 | Rosmalen Championships, Nederländerna      | 250 Series    | Gräs     | Stan Wawrinka   | 6–3, 6–4                |
| Vinnare  | 2–2 | Juli 2013 | Hall of Fame Open, USA                     | 250 Series    | Gräs     | Lleyton Hewitt  | 5–7, 7–5, 6–3           |
| Vinnare  | 3–2 | Juni 2015 | Rosmalen Championships, Nederländerna (2)  | 250 Series    | Gräs     | David Goffin    | 7–6(7–1), 6–1           |
| Vinnare  | 4–2 | Juni 2016 | Rosmalen Championships, Nederländerna (3)  | 250 Series    | Gräs     | Gilles Müller   | 6–4, 6–4                |

#### Dubbel: 46 (30 titlar, 16 andraplatser)
| Teckenförklaring                  |
| --------------------------------- |
| Grand Slam turneringar (4–3)      |
| ATP World Tour Finals (1–1)       |
| ATP World Tour Masters 1000 (7–3) |
| ATP World Tour 500 Series (7–0)   |
| ATP World Tour 250 Series (11–9)  |

| Finaler efter underlag |
| ---------------------- |
| Hard court (23–10)     |
| Grus (3–2)             |
| Gräs (4–3)             |
| Matta (0–1)            |

| Resultat | V–F   | Datum          | Turnering                                      | Kategori      | Underlag       | Medspelare             | Motståndare                             | Resultat                                    |
| -------- | ----- | -------------- | ---------------------------------------------- | ------------- | -------------- | ---------------------- | --------------------------------------- | ------------------------------------------- |
| Vinnare  | 1–0   | Oktober 2003   | Open de Moselle, Frankrike                     | International | Hard court (i) | Julien Benneteau       | Michaël Llodra Fabrice Santoro          | 7–6(7–2), 6–3                               |
| Tvåa     | 1–1   | Oktober 2003   | Grand Prix de Tennis de Lyon, Frankrike        | International | Matta (i)      | Julien Benneteau       | Jonathan Erlich Andy Ram                | 1–6, 3–6                                    |
| Tvåa     | 1–2   | Juli 2004      | Hall of Fame Open, USA                         | International | Gräs           | Grégory Carraz         | Jordan Kerr Jim Thomas                  | 3–6, 7–6(7–5), 3–6                          |
| Vinnare  | 2–2   | Oktober 2004   | Open de Moselle, Frankrike (2)                 | International | Hard court (i) | Arnaud Clément         | Ivan Ljubičić Uros Vico                 | 6–2, 7–6(10–8)                              |
| Tvåa     | 2–3   | September 2007 | Thailand Open, Thailand                        | International | Hard court (i) | Michaël Llodra         | Sanchai Ratiwatana Sonchat Ratiwatana   | 6–3, 5–7, [7–10]                            |
| Vinnare  | 3–3   | Oktober 2009   | Grand Prix de Tennis de Lyon, Frankrike        | 250 Series    | Hard court (i) | Julien Benneteau       | Arnaud Clément Sébastien Grosjean       | 6–4, 7–6(8–6)                               |
| Tvåa     | 3–4   | November 2011  | Paris Masters, Frankrike                       | Masters 1000  | Hard court (i) | Julien Benneteau       | Rohan Bopanna Aisam-ul-Haq Qureshi      | 2–6, 4–6                                    |
| Vinnare  | 4–4   | Februari 2012  | Open Sud de France, Frankrike (2)              | 250 Series    | Hard court (i) | Édouard Roger-Vasselin | Paul Hanley Jamie Murray                | 6–4, 7–6(7–4)                               |
| Vinnare  | 5–4   | Februari 2012  | Open 13, Frankrike                             | 250 Series    | Hard court (i) | Édouard Roger-Vasselin | Dustin Brown Jo-Wilfried Tsonga         | 3–6, 6–3, [10–6]                            |
| Vinnare  | 6–4   | September 2012 | Moselle Open, Frankrike (3)                    | 250 Series    | Hard court (i) | Édouard Roger-Vasselin | Johan Brunström Frederik Nielsen        | 7–6(7–3), 6–4                               |
| Tvåa     | 6–5   | Juni 2013      | Franska öppna, Frankrike                       | Grand Slam    | Grus           | Michaël Llodra         | Bob Bryan Mike Bryan                    | 4–6, 6–4, 6–7(4–7)                          |
| Vinnare  | 7–5   | Juli 2013      | Hall of Fame Open, USA                         | 250 Series    | Gräs           | Édouard Roger-Vasselin | Tim Smyczek Rhyne Williams              | 6–7(4–7), 6–2, [10–5]                       |
| Tvåa     | 7–6   | September 2013 | Moselle Open, Frankrike                        | 250 Series    | Hard court (i) | Jo-Wilfried Tsonga     | Johan Brunström Raven Klaasen           | 4–6, 6–7(5–7)                               |
| Tvåa     | 7–7   | Februari 2014  | Open Sud de France, Frankrike                  | 250 Series    | Hard court (i) | Marc Gicquel           | Nikolay Davydenko Denis Istomin         | 4–6, 6–1, [7–10]                            |
| Vinnare  | 8–7   | Februari 2014  | Rotterdam Open, Nederländerna                  | 500 Series    | Hard court (i) | Michaël Llodra         | Jean-Julien Rojer Horia Tecău           | 6–2, 7–6(7–4)                               |
| Tvåa     | 8–8   | Januari 2015   | Australiska öppna, Australien                  | Grand Slam    | Hard court     | Pierre-Hugues Herbert  | Simone Bolelli Fabio Fognini            | 4–6, 4–6                                    |
| Tvåa     | 8–9   | Juni 2015      | Rosmalen Championships, Nederländerna          | 250 Series    | Gräs           | Pierre-Hugues Herbert  | Ivo Karlović Łukasz Kubot               | 2–6, 6–7(9–11)                              |
| Vinnare  | 9–9   | Juni 2015      | Queen's Club Championships, Storbritannien     | 500 Series    | Gräs           | Pierre-Hugues Herbert  | Marcin Matkowski Nenad Zimonjić         | 6–2, 6–2                                    |
| Vinnare  | 10–9  | September 2015 | US Open, USA                                   | Grand Slam    | Hard court     | Pierre-Hugues Herbert  | Jamie Murray John Peers                 | 6–4, 6–4                                    |
| Tvåa     | 10–10 | September 2015 | Moselle Open, Frankrike                        | 250 Series    | Hard court (i) | Pierre-Hugues Herbert  | Łukasz Kubot Édouard Roger-Vasselin     | 6–2, 3–6, [7–10]                            |
| Vinnare  | 11–10 | Februari 2016  | Rotterdam Open, Nederländerna (2)              | 500 Series    | Hard court (i) | Vasek Pospisil         | Philipp Petzschner Alexander Peya       | 7–6(7–2), 6–4                               |
| Vinnare  | 12–10 | Mars 2016      | Indian Wells Masters, USA                      | Masters 1000  | Hard court     | Pierre-Hugues Herbert  | Vasek Pospisil Jack Sock                | 6–3, 7–6(7–5)                               |
| Vinnare  | 13–10 | April 2016     | Miami Open, USA                                | Masters 1000  | Hard court     | Pierre-Hugues Herbert  | Raven Klaasen Rajeev Ram                | 5–7, 6–1, [10–7]                            |
| Vinnare  | 14–10 | April 2016     | Monte Carlo Masters, Monaco                    | Masters 1000  | Grus           | Pierre-Hugues Herbert  | Jamie Murray Bruno Soares               | 4–6, 6–0, [10–6]                            |
| Vinnare  | 15–10 | Juni 2016      | Queen's Club Championships, Storbritannien (2) | 500 Series    | Gräs           | Pierre-Hugues Herbert  | Chris Guccione André Sá                 | 6–3, 7–6(7–5)                               |
| Vinnare  | 16–10 | Juli 2016      | Wimbledon, Storbritannien                      | Grand Slam    | Gräs           | Pierre-Hugues Herbert  | Julien Benneteau Édouard Roger-Vasselin | 6–4, 7–6(7–1), 6–3                          |
| Tvåa     | 16–11 | Oktober 2016   | European Open, Belgien                         | 250 Series    | Hard court (i) | Pierre-Hugues Herbert  | Daniel Nestor Édouard Roger-Vasselin    | 4–6, 4–6                                    |
| Tvåa     | 16–12 | November 2016  | Paris Masters, Frankrike                       | Masters 1000  | Hard court (i) | Pierre-Hugues Herbert  | Henri Kontinen John Peers               | 4–6, 6–3, [6–10]                            |
| Vinnare  | 17–12 | Februari 2017  | Open 13, Frankrike (2)                         | 250 Series    | Hard court(i)  | Julien Benneteau       | Robin Haase Dominic Inglot              | 6–4, 6–7(9–11), [10–5]                      |
| Tvåa     | 17–13 | Maj 2017       | Madrid Open, Spanien                           | Masters 1000  | Grus           | Édouard Roger-Vasselin | Łukasz Kubot Marcelo Melo               | 5–7, 3–6                                    |
| Vinnare  | 18–13 | Maj 2017       | Italian Open, Italien                          | Masters 1000  | Grus           | Pierre-Hugues Herbert  | Ivan Dodig Marcel Granollers            | 4–6, 6–4, [10–3]                            |
| Vinnare  | 19–13 | Augusti 2017   | Canadian Open, Kanada                          | Masters 1000  | Hard court     | Pierre-Hugues Herbert  | Rohan Bopanna Ivan Dodig                | 6–4, 3–6, [10–6]                            |
| Vinnare  | 20–13 | Augusti 2017   | Cincinnati Masters, USA                        | Masters 1000  | Hard court     | Pierre-Hugues Herbert  | Jamie Murray Bruno Soares               | 7–6(8–6), 6–4                               |
| Vinnare  | 21–13 | Februari 2018  | Rotterdam Open, Nederländerna (3)              | 500 Series    | Hard court (i) | Pierre-Hugues Herbert  | Oliver Marach Mate Pavić                | 2–6, 6–2, [10–7]                            |
| Vinnare  | 22–13 | Juni 2018      | Franska öppna, Frankrike                       | Grand Slam    | Grus           | Pierre-Hugues Herbert  | Oliver Marach Mate Pavić                | 6–3, 7–6(7–4)                               |
| Vinnare  | 23–13 | September 2018 | Moselle Open, Frankrike (4)                    | 250 Series    | Hard court (i) | Édouard Roger-Vasselin | Ken Skupski Neal Skupski                | 6–1, 7–5                                    |
| Vinnare  | 24–13 | Oktober 2018   | European Open, Belgien                         | 250 Series    | Hard court (i) | Édouard Roger-Vasselin | Marcelo Demoliner Santiago González     | 6–4, 7–5                                    |
| Tvåa     | 24–14 | November 2018  | ATP Finals, Storbritannien                     | Tour Finals   | Hard court (i) | Pierre-Hugues Herbert  | Mike Bryan Jack Sock                    | 7–5, 1–6, [11–13]                           |
| Vinnare  | 25–14 | Januari 2019   | Australiska öppna, Australien                  | Grand Slam    | Hard court     | Pierre-Hugues Herbert  | Henri Kontinen John Peers               | 6–4, 7–6(7–1)                               |
| Tvåa     | 25–15 | Juli 2019      | Wimbledon, Storbritannien                      | Grand Slam    | Gräs           | Édouard Roger-Vasselin | Juan Sebastián Cabal Robert Farah       | 7–6(7–5), 6–7(5–7), 6–7(6–8), 7–6(7–5), 3–6 |
| Tvåa     | 25–16 | September 2019 | Moselle Open, Frankrike                        | 250 Series    | Hard court (i) | Édouard Roger-Vasselin | Robert Lindstedt Jan-Lennard Struff     | 6–2, 6–7(1–7), [4–10]                       |
| Vinnare  | 26–16 | Oktober 2019   | Japan Open, Japan                              | 500 Series    | Hard court     | Édouard Roger-Vasselin | Nikola Mektić Franko Škugor             | 7–6(9–7), 6–4                               |
| Vinnare  | 27–16 | November 2019  | Paris Masters, Frankrike                       | Masters 1000  | Hard court (i) | Pierre-Hugues Herbert  | Karen Khachanov Andrey Rublev           | 6–4, 6–1                                    |
| Vinnare  | 28–16 | November 2019  | ATP Finals, Storbritannien                     | Tour Finals   | Hard court (i) | Pierre-Hugues Herbert  | Raven Klaasen Michael Venus             | 6–3, 6–4                                    |
| Vinnare  | 29–16 | Februari 2020  | Rotterdam Open, Nederländerna (4)              | 500 Series    | Hard court (i) | Pierre-Hugues Herbert  | Henri Kontinen Jan-Lennard Struff       | 7–6(7–5), 4–6, [10–7]                       |
| Vinnare  | 30–16 | Februari 2020  | Open 13, Frankrike (3)                         | 250 Series    | Hard court (i) | Vasek Pospisil         | Wesley Koolhof Nikola Mektić            | 6–3, 6–4                                    |